# Grande route du Yeongnam

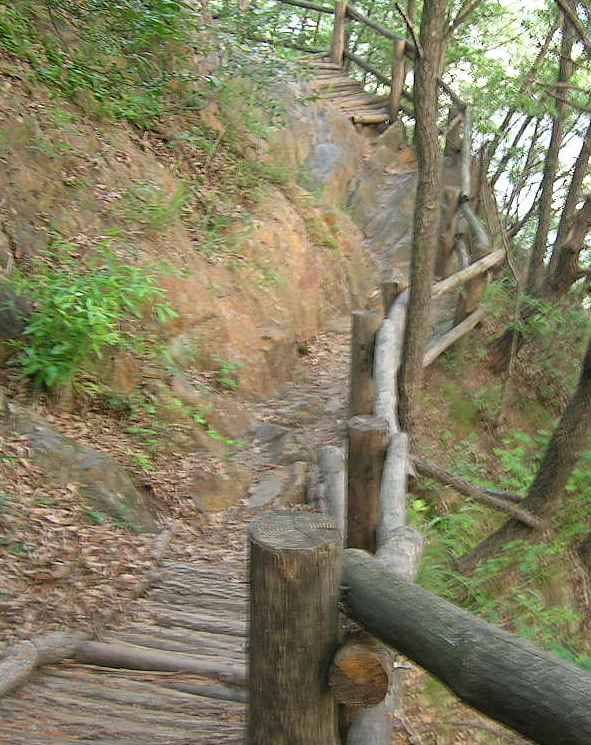
La grande route du Yeongnam à Mungyeong

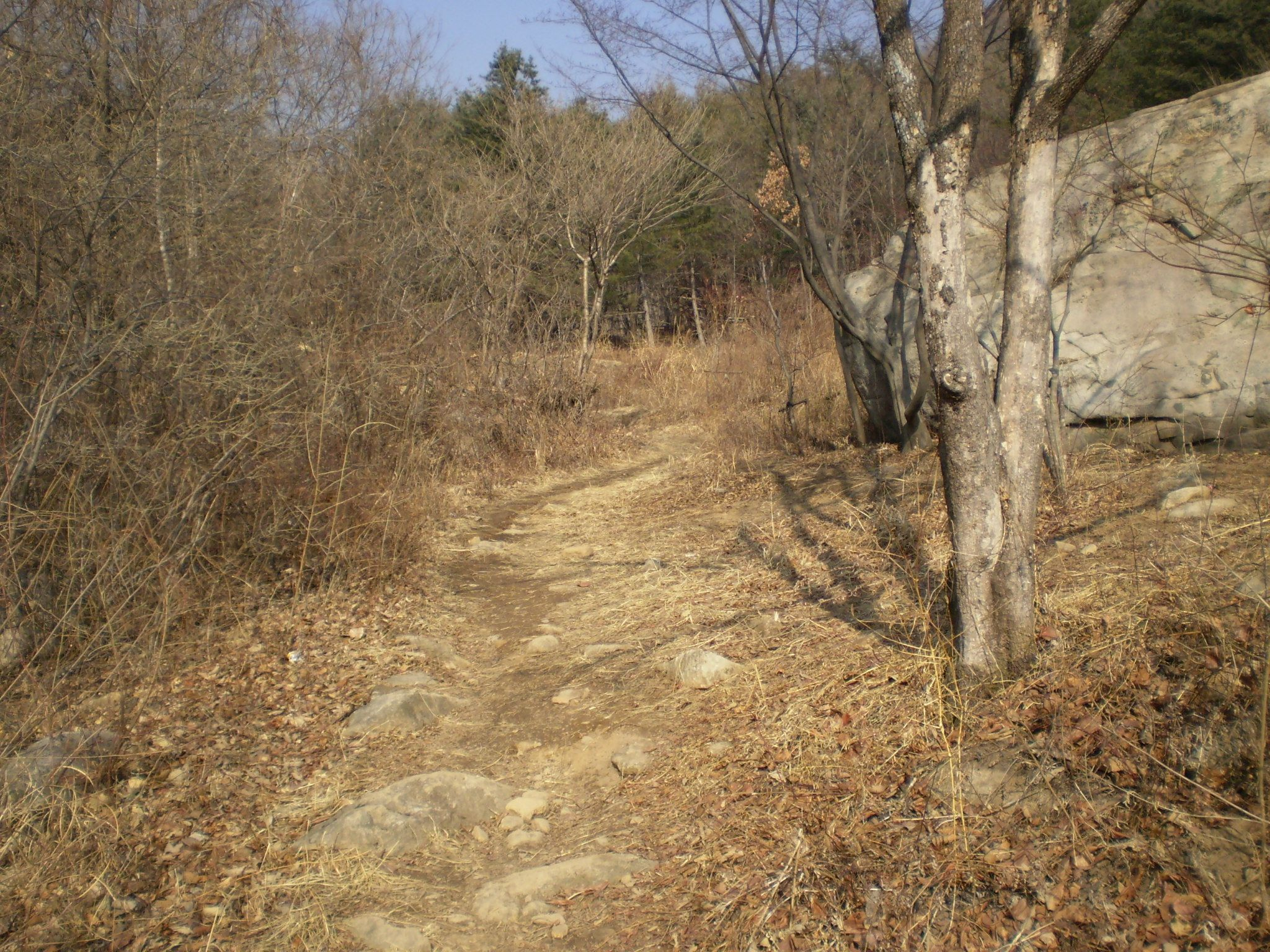
La grande route du Yeongnam à Mungyeong

La grande route du Yeongnam, ou Yeongnamdaero (Hangul : 영남대로, Hanja : 嶺南大路), ou Dongnaero était l'une des dix principales routes de la Corée pendant la dynastie Joseon de 1392 à 1910. Elle part de Hanseong (l'actuelle Séoul) pour rejoindre Dongnae (à Busan). Elle a servi à relier la province de Gyeongsang à la capitale. Elle tire son nom de Yeongnam, un nom alternatif pour désigner la région du Gyeongsang.

## Utilisation
En plus des fonctionnaires et des commerçants, des érudits du Gyeongsang empruntaient la route pour se rendre aux gwageo, les examens nationaux organisés dans la capitale. 
Guidées par des otages et prisonniers coréens, cette route fut empruntée par les armées japonaises de Konishi Yukinaga et de Kato Kiyomasa pour les emmener à la capitale en moins de 20 jours en 1592, lors de la Guerre d'Imjin. 

## Situation actuelle
Une grande partie du parcours de la route a été détruite au cours du XXe siècle. Cependant, quelques petits tronçons ont été préservés. Le plus notable d'entre eux est Mungyeong Saejae, où la route traverse les monts Sobaek.

## Communes traversées
- Busan
- Dongnae
- Yangsan
- Miryang
- Cheongdo
- Daegu
- Chilgok
- Haepyeong
- Seonsan
- Col de Mungyeong
- Chungju
- Yongin
- Seongnam
- Namdaemun Séoul